# チェヘラーバード塩坑の塩漬け遺体
チェヘラーバード塩坑の塩漬け遺体（チェヘラーバードえんこうのしおづけいたい）は、イランのザンジャーン州チェヘラーバードにある塩坑で発見された古代人の遺体である。
1994年に1体目が発見され、その後に見つかった別の遺体も合わせて、計6体が発見されている。いずれも塩坑内の作業中に発生した落盤事故により亡くなったものと推定されている。遺体や遺品は塩漬けされていたため保存状態がよく、学術上重要な資料である。

## 発見の経緯
1体目は1994年の冬に見つかった。作業員が45メートルの長さのトンネルの中央付近で作業中、長髪で顎髭を生やした遺体を発見した。皮のブーツをはいておりブーツ内に体組織が一部残っていた。さらに鉄製ナイフ3本、毛織の半ズボン、銀製の針、火打石、クルミ、陶器の破片なども見つかった。模様のある衣服の切れ端もあった。遺体は骨が折れていた。
2004年に2体目の遺体が発見された。2005年に考古学的調査が実施され、さらに2体の遺体が発見された。2006年からイラン文化遺産報道機関とドイツ鉱山博物館ボーフム、オクスフォード大学、チューリヒ大学が共同し、長期的な科学的調査が始まった。2010年までに合計6体の遺体が塩坑内で発見された。女性や子どもの遺体もあった。布の切れ端が300片ほど見つかっており、中には模様や染められた色が判別できるものもあった。2008年にイランの産業・鉱業省はチェヘラーバード塩坑の採掘許可を取り消した。

## 調査

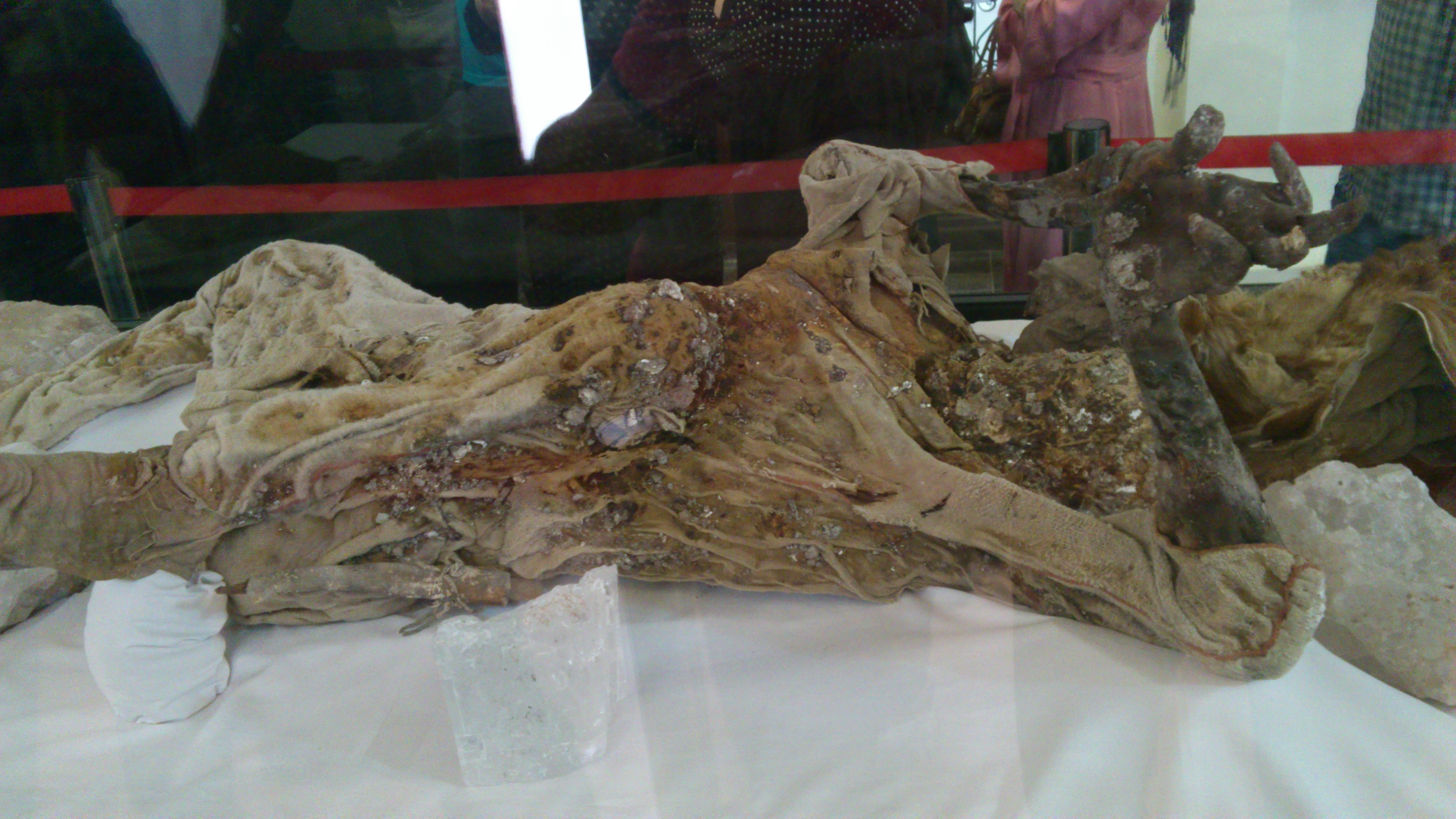
第4の遺体は16歳の男性と推定されている

遺体の骨や遺物に含まれる放射性炭素同位体により年代を測定したところ、1体目の塩漬け遺体は約1,700年前のものであることが分かった。毛髪から、血液型が B+ であることも分かった。
遺体のCTスキャンにより、両目の周りの挫傷などの体の傷は死亡時に生じたものであり、強い衝撃を受けて亡くなったことが判明した。長い髪をなびかせ豊かなあごひげをたくわえていたという外見的特徴、左耳に金製の耳飾りをつけていたことから、身分の高い人物であったと推定されている。
6体の遺体のうち3体の遺体は紀元前3世紀から紀元7世紀ごろ（パルティア期からサーサーン朝期）のものであり、残り3体は紀元前6世紀から4世紀（アケメネス朝期）のものである。
2012年の論文ではチェヘラーバード塩坑の塩漬け遺体が、古代人の食生活や病気に関する新たな知見をもたらしたことを報告している。遺体の1つの消化器官内からテニア属の条虫の卵が見つかった。これは肉がよく火を通さないか、まったく火を通さない状態で食されていた可能性を示す。